# Bernardo Bayona Aznar
Bernardo Bayona Aznar (Zaragoza, 2 de mayo de 1952-Ibidem, 6 de noviembre de 2019) fue un profesor de filosofía y político socialista español.
Falleció a los sesenta y siete años tras una larga enfermedad.

## Biografía

### Trayectoria política
Miembro del Partido Socialista Obrero Español, fue senador por las provincias de Zaragoza y Huesca entre 1982 y 1996, Vicepresidente 1º del Senado, presidente y portavoz del Grupo Parlamentario Socialista del Senado de España, y presidió la Comisión sobre la Violencia en los espectáculos deportivos (1989-1991). Diputado en el Congreso entre 1996 y 2000 y Diputado al Parlamento Europeo (1986-1987). Presidente del Consejo Escolar de Aragón (2001-2002). Procedente del Partido Socialista de Aragón se integró en el Partido de los Socialistas de Aragón (PSOE) en el Congreso de Unidad de los Socialistas de Aragón 1978 y formó parte de su Comisión Ejecutiva entre 1979 y 1995.
En los años de la Transición española fue secretario general de la Federación de Enseñanza de la UGT de Zaragoza (1978-1982). Miembro de la Junta de Fundadores de la revista Andalán y de la Fundación para la Renovación de la Escuela, editora de la revista Nuestra Escuela entre 1979 y 1994.

### Actividad profesional
Fue premio extraordinario de doctorado en Filosofía por la Universidad de Alcalá y fue profesor de Filosofía en el histórico Instituto Goya de Zaragoza (1977-1982 y 2000-2012), desempeñando el puesto de jefe del Departamento la mayor parte del tiempo; profesor Asociado del Departamento de Filosofía de la Universidad de Zaragoza; y profesor tutor de la UNED en el Centro Asociado de Calatayud. Miembro de la Sociedad de Filosofía Medieval (SOFIME) y de la International Society for the Study of Medieval Philosophy (SIEPM).
Autor de libros y trabajos académicos sobre el pensamiento político, religión y poder, política educativa. Colaborador de la Gran Enciclopedia Aragonesa. Director de cursos de formación de profesorado. Conferenciante y ponente en Congresos sobre filosofía política y en jornadas o seminarios sobre educación, violencia en el deporte o la reforma del Senado.

## Publicaciones
Bernardo Bayona publicó numerosas obras:

### Historia de la filosofía política
- «La Filosofía del siglo XIV. Filosofía política: el poder eclesiástico y el poder temporal», en Historia de la filosofía medieval y renacentista I, UNED, Madrid, ISBN 978-84-362-7481-3
- Iglesia y Estado. Doctrinas y relaciones de poder en tiempo de Bonifacio VIII y Juan XXII, Prensas Universitarias de Zaragoza, 2016, ISBN 978-84-15515-94-3
- «La aparición de un pensamiento político laico», en Una nueva visión de la Edad Media. Legado y renovación, Instituto de Estudios Riojanos, 2016, ISBN: 978-84-9960-095-6
- Doctrinas y relaciones de poder en el Cisma de Occidente y en la época conciliar (1378-1449), Prensas Universitarias de Zaragoza, 2013, ISBN 978-84-15770-53-4
- Marsilio de Padua, Ediciones Clásicas-Ediciones del Orto, 2011, ISBN 978-84-7923-422-5
- Diálogos sobre la razón y religión en el pensamiento político antes de la modernidad, Fundación Manuel Giménez Abad de Estudios Parlamentarios y del Estado Autonómico, Zaragoza, 2010
- "El fundamento del poder en Marsilio de Padua", en El pensamiento político en la Edad Media, Fundación Ramón Areces, 2010
- El origen del Estado laico desde la Baja Edad Media, Tecnos, 2009
- Religión y poder. Marsilio de Padua: ¿La primera teoría laica del poder?, Biblioteca Nueva - Prensas Universitarias de Zaragoza, 2007, ISBN 13: 978-84-9742-736-4
- «La incongruencia de la denominación "averroísmo político"», en Maimónides y el pensamiento medieval: VIII centenario de la muerte de Maimónides, Universidad de Córdoba. Servicio de Publicaciones, 2007, ISBN: 978-84-7801-861-1
- Sobre el poder del Imperio y del Papa, con P. Roche, Biblioteca Nueva, 2005, ISBN 978-84-9742-493-6
- «Precisiones sobre el corpus marsiliano», en Las raíces de la cultura europea, Prensas Universitarias de Zaragoza, 2004, ISBN  84-7733-687-3

### Política
- Examinar la democracia en España, Gedisa, Barcelona, 2019, ISBN 978-84-17690-72-4 y 978-84-17690-73-1
- «El Senado que viene», en El Senado, Cámara de representación territorial, Tecnos, 1996, ISBN 13: 978-84-309-2832-3
- «La unidad entre el PSA y el PSOE», en Memoria de los partidos: crónica política de los partidos políticos en la época de la transición en Aragón, Cortes de Aragón, 2003, ISBN: 978-84-607-7191-1
- «Reflexiones sobre la violencia dentro del fútbol», en Pacificar violencias cotidianas, Seminario de Investigación para la Paz, 2003, ISBN 13: 978-84-7753-991-9
- «La prevención de la violencia en la ley del deporte», en El deporte hacia el siglo XXI, UNISPORT, 1995,  ISBN 13: 978-84-88718-56-3
- La izquierda aragonesa, ¿de origen cristiano?, con J. Bada y L. Betés, Guara editorial, Zaragoza, 1979, ISBN 84-300-0686-9

### Educación
- «Supuestos teóricos y criterios pedagógicos de educación política», en Aspectos Didácticos de Filosofía, 6, ICE de la Universidad de Zaragoza, 2005, ISBN:  84-7791-218-1
- Educación de calidad: una alternativa progresista, con L. Gómez Llorente y otros, Fundación Pablo Iglesias, 2001, ISBN 13: 978-84-95886-01-9
- La Educación a debate, con V. Camps y otros, Fundación Alternativas - Fundación Germán Sánchez Ruipérez, 2000

- «Las políticas educativas en la Europa de los ciudadanos»,en Los socialistas españoles y la Comunidad Europea, 1989, ISBN: 978-84-404-4830-9
- «Los jóvenes y el proceso educativo en España», en Presente y futuro de la juventud española, 1987, ISBN 978-84-404-1025-2
- Enseñanza de la filosofía en BUP y COU, con T. Escudero y otros, ICE de la Universidad de Zaragoza, 1982, ISBN 13: 978-84-600-2604-4